# Rötjärnberget
Rötjärnberget är ett naturreservat i Åsele kommun i Västerbottens län.
Området är naturskyddat sedan 2009 och är 130 hektar stort. Reservatet omfattar toppen och sydostsluttningen av Rötjärnberget och lilla Gårtjärnen i öster. Reservatet består av ur- och naturskogsartade tall- och granskogar.